# Liste des conseillers généraux de la Somme de 1951 à 1955
 (août 2023).
Si vous disposez d'ouvrages ou d'articles de référence ou si vous connaissez des sites web de qualité traitant du thème abordé ici, merci de compléter l'article en donnant les références utiles à sa vérifiabilité et en les liant à la section « Notes et références ».
Cet article dresse la liste des 41 membres du Conseil général de la Somme élus lors de l'élection cantonale de 1951, ainsi que les changements intervenus en cours de mandature.

## Composition du conseil général de laSomme(41 sièges)

### Assemblée départementale en début mandature
| Parti                                          | Sigle | Sigle     | Élus | Groupe                                  |
| ---------------------------------------------- | ----- | --------- | ---- | --------------------------------------- |
| Centre-gauche (31 sièges)                      |       |           |      |                                         |
| Parti radical-socialiste                       |       | Rad.      | 17   | Rassemblement des gauches républicaines |
| Radicaux indépendants                          |       | Rad. indé | 1    | Rassemblement des gauches républicaines |
| Section française de l'Internationale ouvrière |       | SFIO      | 13   | Socialiste                              |
| Droite (6 sièges)                              |       |           |      |                                         |
| Centre national des indépendants et paysans    |       | CNIP      | 2    | Républicains indépendants et populaires |
| Mouvement républicain populaire                |       | MRP       | 1    | Républicains indépendants et populaires |
| Rassemblement du peuple français               |       | RPF       | 3    | RPF                                     |
| Gauche (4 sièges)                              |       |           |      |                                         |
| Parti communiste français                      |       | PCF       | 4    | Communiste                              |
| Président du Conseil Général                   |       |           |      |                                         |
| Max Lejeune (SFIO)                             |       |           |      |                                         |

### Assemblée départementale en fin mandature
| Parti                                          | Sigle | Sigle     | Élus | Groupe                                  |
| ---------------------------------------------- | ----- | --------- | ---- | --------------------------------------- |
| Centre-gauche (31 sièges)                      |       |           |      |                                         |
| Parti radical-socialiste                       |       | Rad.      | 17   | Rassemblement des gauches républicaines |
| Radicaux indépendants                          |       | Rad. indé | 1    | Rassemblement des gauches républicaines |
| Section française de l'Internationale ouvrière |       | SFIO      | 13   | Socialiste                              |
| Droite (6 sièges)                              |       |           |      |                                         |
| Centre national des indépendants et paysans    |       | CNIP      | 2    | Républicains indépendants et populaires |
| Mouvement républicain populaire                |       | MRP       | 1    | Républicains indépendants et populaires |
| Divers droite                                  |       | DVD       | 2    | Républicains d'action sociale           |
| Rassemblement du peuple français               |       | RPF       | 1    | Républicains d'action sociale           |
| Gauche (4 sièges)                              |       |           |      |                                         |
| Parti communiste français                      |       | PCF       | 4    | Communiste                              |
| Président du Conseil Général                   |       |           |      |                                         |
| Max Lejeune (SFIO)                             |       |           |      |                                         |

## Liste des conseillers généraux de la Somme
| Canton                 | Conseillers         | Partis | Partis                  | Changements                                   |
| ---------------------- | ------------------- | ------ | ----------------------- | --------------------------------------------- |
| Abbeville-Nord         | Ernest Herman       |        | DVD (RPF jusqu'en 1952) |                                               |
| Abbeville-Sud          | Max Lejeune         |        | SFIO                    |                                               |
| Acheux-en-Amiénois     | Raymond de Wazières |        | Rad.                    |                                               |
| Ailly-le-Haut-Clocher  | Bernard Maisant     |        | SFIO                    |                                               |
| Ailly-sur-Noye         | William Classen     |        | Rad.                    |                                               |
| Albert                 | Henri Potez         |        | Rad.                    |                                               |
| Amiens-Nord-Ouest      | Augustin Dujardin   |        | PCF                     |                                               |
| Amiens-Nord-Est        | Léon Dupontreué     |        | PCF                     |                                               |
| Amiens-Sud-Est         | Camille Goret       |        | SFIO                    |                                               |
| Amiens-Sud-Ouest       | Maurice Vast        |        | SFIO                    |                                               |
| Ault                   | Emile Quénot        |        | PCF                     |                                               |
| Bernaville             | Maurice Crépin      |        | SFIO                    |                                               |
| Boves                  | Charles Houllier    |        | Rad.                    |                                               |
| Bray-sur-Somme         | Charles Deflandre   |        | SFIO                    |                                               |
| Chaulnes               | Jean Gilbert-Jules  |        | Rad.                    |                                               |
| Comble                 | Robert Marlot       |        | Rad.                    |                                               |
| Conty                  | Max Modeste         |        | RPF                     |                                               |
| Corbie                 | Paul Domisse        |        | SFIO                    |                                               |
| Crécy-en-Ponthieu      | Hélène Loeuillet    |        | SFIO                    |                                               |
| Domart-en-Ponthieu     | Jean Martin         |        | PCF                     |                                               |
| Doullens               | Kléber Mopty        |        | Rad.                    |                                               |
| Gamaches               | Marcelle Delabie    |        | Rad.                    |                                               |
| Hallencourt            | Albert Lefebvre     |        | Rad.                    |                                               |
| Ham                    | Gaston Lejeune      |        | SFIO                    |                                               |
| Hornoy-le-Bourg        | Georges Robart      |        | Rad.                    | Élu à la suite du décès de Gabriel Delétoille |
| Molliens-Vidame        | Edmond Cavillon     |        | Rad. indé               |                                               |
| Montdidier             | Jean Doublet        |        | CNIP                    |                                               |
| Moreuil                | Charles Damay       |        | MRP                     |                                               |
| Moyenneville           | Edouard Delozières  |        | SFIO                    |                                               |
| Nesle                  | Pierre Doutrellot   |        | SFIO                    |                                               |
| Nouvion                | Albert Fourcy       |        | SFIO                    |                                               |
| Oisemont               | Pierre Vasseur      |        | Rad.                    |                                               |
| Péronne                | Daniel Boinet       |        | Rad.                    |                                               |
| Picquigny              | Eugène Leclercq     |        | Rad.                    |                                               |
| Poix-de-Picardie       | Henri Rameau        |        | Rad.                    |                                               |
| Roisel                 | Paul Lejeune        |        | Rad.                    |                                               |
| Rosières-en-Santerre   | Eugène Doucet       |        | Rad.                    |                                               |
| Roye                   | André Coël          |        | SFIO                    |                                               |
| Rue                    | Gérard Dumont       |        | DVD (RPF jusqu'en 1952) |                                               |
| Saint-Valery-sur-Somme | René Delepierre     |        | CNIP                    |                                               |
| Villers-Bocage         | Richard Vilbert     |        | Rad.                    |                                               |

Noms en gras : élus lors des élections cantonales de 1951